# Займіться ділом, а не язиком!
«Займі́ться ді́лом, а не язико́м!» — всеукраїнська громадянська кампанія, спрямована на недопущення ухвалення законопроєктів «Про мови в Україні» № 1015-3 та «Про засади державної мовної політики» № 9073, а також на знівелювання негативних наслідків від прийнятого закону «Про засади державної мовної політики» № 5029-VI.

## Причини виникнення
Після реєстрації законопроєкту «Про мови в Україні» № 1015-3 у Верховній Раді 7 вересня 2010 року громадськість, проаналізувавши документ, робить висновки, що формально цей законопроєкт не робить російську другою державною, але надає їй право вільного функціонування практично у всіх сферах діяльності, що рівнозначно офіційному статусу.
Учасники громадянської кампанії вважали, що ухвалення законопроєкту могло призвести до швидкої русифікації, розколу українського суспільства, збільшення чисельності бюрократичного апарату та збільшення видатків з державного бюджету на переведення документообігу на російську.

## Етапи
Кампанія складається з двох етапів, що характеризуються активними діями:
1. 24 вересня 2010 року — лютий 2011 року — протидія прийняттю законопроєкту «Про мови в Україні» № 1015-3.
2. 17 травня 2012 року — 26 жовтня 2012 року — протидія прийняттю законопроєкту «Про засади державної мовної політики» № 9073, основою якого стала кампанія «Помста за розкол країни», що відбувається в рамках цієї кампанії.
3. З листопада 2012 року — кампанія проти русифікації україномовного простору, зокрема проти русифікації обгорток продукції Roshen.

У період між 1-м та 2-м етапами активних дій не відбувалось, окрім декількох попереджувальних розклеєнь.

## Хронологія подій

### 2010 рік

#### Вересень
- 7 вересня у Верховній Раді зареєстровано законопроєкт «Про мови в Україні» № 1015-3, внесений представниками панівної коаліції Олександром Єфремовим, Петром Симоненком та Сергієм Гриневецьким.
- 24 — 25 вересня відбувся старт кампанії на фестивалі «Гайдамака.UA» у м. Ірпінь Київської області. У ці дні активісти, митці, учасники фестивалю поширювали інформацію про небезпеки новоявленого законопроєкту. 25 вересня активісти Громадянського руху «Відсіч», Руху добровольців «Простір Свободи», Нового громадянина провели акцію «Бий на сполох»[2][3], метою якої була мобілізація людей на акцію 4 жовтня.[4]

Бандурист Ярослав Джусь ремонтує дитячий майданчик (28 вересня 2010 року)

- 28 вересня активісти ВГО «Не будь байдужим» організували акцію, під час якої зірки українського шоубізнесу, письменники та активісти повністю відремонтували дитячий майданчик в районі Південної Борщагівки у Києві. Музиканти Олександр Ярмола (гурт «Гайдамаки»), Фагот (гурт «ТНМК»), сестри Тельнюк, Мирослав Кувалдін («The ВЙО»), письменники Юрій Андрухович, Ірена Карпа, Леся Воронина, Зірка Мензатюк, Людмила Таран та Анатолій Дністровий в такий спосіб продемонстрували, що облаштовування подвір'їв, ремонт ліфтів, доріг в Україні і, взагалі, розбудова соціально-економічної сфери могла б стати набагато кориснішою для України, ніж сумнівні мовні ініціативи. Як, наприклад, законопроєкт № 1015-3. Учасники акції заявили, що вважають недолугим і недалекоглядним витрачання місцевих бюджетних коштів на масштабне переведення україномовного простору на російськомовний. Волонтери подарували бібліотеці Святошинського району «Джерело» книги, придбані спеціально для цього у книгарнях.[5][6] Аналогічні акції того ж дня відбулись Черкасах та Харкові. На все витратили близько 1500 гривень, ці гроші волонтери зібрали самостійно.

#### Жовтень

Учасники пікету на захист державної мови 4 жовтня 2010 року

Перша мобілізаційно-інформаційна наліпка кампанії

- 4 жовтня біля комітетів Верховної Ради відбувся пікет, у якому взяли участь понад 2000 громадян України. Пікетувальники вимагали відкликати проєкт закону «Про мови в Україні» № 1015-3. Аналогічні акції також відбулись у Харкові та Чернігові.[7] Законопроєкт не був внесений до розгляду профільного комітету і, за словами народного депутата України Андрія Шевченка, який вийшов до мітингувальників, його не було включено до проєкту порядку денного й на наступний тиждень. На акції були присутні відомі громадські діячі: українські дисиденти Євген Сверстюк та Василь Овсієнко, письменники брати Капранови, музиканти — лідери гуртів «ТНМК» та «Тартак» Фагот й Сашко Положинський. Учасники навели докази того, що на українську мову в разі прийняття законопроєкту № 1015-3 чекають реальні загрози. Символом заборони та руйнації стали золоті клітки, в які активісти помістили книжки українською мовою, диски з українськими піснями, фільми. Організатори пікету у своїй відозві заявили про наступне:

|  | Якщо буде узаконена «українсько-російська двомовність», українська швидко зникне зі шкіл і вишів, з телебачення й кінотеатрів, книгарень та крамниць, органів влади і війська. Українці стануть людьми другого сорту у власній країні, а сама Україна після цього швидко перетвориться на російську провінцію. Протестувальники наголосили, що автори законопроєкту роблять акцент тільки на одній з мов національних меншин – російській. При цьому обходять належною увагою мови народів, які проживають в Україні на своїх етнічних територіях і не мають іншою держави, де б їхні мови могли зберігатися й розвиватися – кримськотатарську, гагаузьку, караїмську, кримчацьку, урумську мови. Цим мовам загрожує зникнення, якщо держава не надасть їм підтримки, а деякі з них вже перебувають на межі забуття. Натомість українською владою декларується відданість Хартії регіональних мов, яка спрямована на захист мов, які зникають, чи число носіїв якої скорочується, й одночасно вона «захищає» російську, якій нічого в Україні не загрожує. |

- 18 жовтня протестні акції відбулись по всій Україні. Мітингувальники вийшли на вулиці Одеси, Івано-Франківська, Полтави, Львова, Донецька, Києва. Громадяни вимагали відхилити законопроєкт «Про мови в Україні» № 1015-3.[9][10][11][12][13] Учасники акції протесту впевнені, що законопроєкт «Про мови в Україні» є антиконституційним та загрожує витісненню української мови з усіх сфер життя. Він фактично запроваджує російсько-українську двомовність. Основними гасла, що лунали під час акції, були: «Єдина мова — єдина країна», «Дбайте про добробут народу, а не кидайте яблуко розбрату», «Мова — душа народу, тож не плюйте в нашу душу».

#### Листопад
- 3 листопада активісти ВГО «Не будь байдужим» здавали на макулатуру передвиборчу політичну агітацію. Студенти, викладачі вишів та журналісти зібрали на вулицях міста Дніпропетровська 34 кілограми агітаційного паперу Партії регіонів, литвинівців та комуністів в рамках акції «Займіться ділом, а не язиком!». Активісти заявили, що саме ці політичні сили пропагують запровадження російської як другої державної мови. Листівки віднесли до пункту прийому макулатури. Там папір зважили і оцінили у 27 гривень. Отримані кошти активісти передали представникам партії Литвина. Мовляв, саме від нього (Володимира Литвина) залежить, чи ухвалять законопроєкт «Про мови в Україні». У такий спосіб активісти сподіваються відмовити політика від ідеї русифікації країни.[14][15][16]
У Харкові на схожій акції активісти зібрали понад сто кілограмів політичної вторсировини. Зароблені 100 гривень так само спробували передати в обласний осередок литвинівців, але там від них відмовилися.[17]
У Херсоні на площі перед кінотеатром «Україна» було встановлено символічну урну, в яку кожен охочий міг кинути політичні обіцянки, що так щедро роздавалися впродовж кількох місяців передвиборчої кампанії. Незважаючи на невелику кількість учасників акції, впродовж 40 хвилин було зібрано більше 28 кг передвиборчої макулатури.[18]
- 9 листопада у Києві відбулася акція, присвячена Дню української писемності та мови. У заході на вулиці Банковій біля Адміністрації Президента взяли участь близько 500 людей. Серед них — активісти громадських організацій, актори, студенти та викладачі НТУУ «КПІ», КНУ ім. Т. Г. Шевченка та НаУКМА. Висловлюючи протест проти проєкту Закону України № 1015-3, присутні скандували «Займіться ділом, а не язиком!». З Адміністрації Президента мітингувальникам винесли привітання від президента. Проте, на думку протестувальників, Віктор Янукович не має жодного стосунку до його написання. Після цього прокололи кульку діаметром близько одного метра з написом «Закон про мови», що мало символізувати недопущення його прийняття. До протестувальників намагалися приєднатися люди з прапорами БЮТ. Утім організатори акції розігнали їх та забрали прапори, мотивуючи свої дії тим, що захід не є політичним.
З вулиці Банкової учасники акції ходою вирушили до Майдану Незалежності, вигукуючи «Україна — нація», «Україна понад усе!», «Київ — українське місто», «Ми любимо українську мову», «Одна держава — одна мова», «Геть закон про мови», «В рідній країні — рідна мова», «Українській мові — жити». На Хрещатику із близько 600 свічок учасники виклали заклик «Відчуй смак української мови».[19][20]
- 15 листопада у Києві активісти ГР «Відсіч» під Комітетами Верховної Ради України провели акцію проти законопроєкту «Про мови в Україні». У цей самий час відбувалась акція проти Трудового кодексу навпроти Верховної Ради. Між організаторами було доясгнуто домовленості про взаємну підтримку обох акцій.[21][22]

#### Грудень

Листівка ГР «Відсіч» про «День Х»

- 11 — 12 грудня у Києві активісти ГР «Відсіч» організували масове розклеєння листівок трьох видів — із зображенням трьох ініціаторів законопроєкту — Єфремова О. С., Симоненка П. М., Гриневецького С. Р. В афішах вказувалось, що ці політики своїми діями ведуть країну до розколу.[23]

- 25 — 26 грудня у Києві ГР «Відсіч» організував масове розклеєння афіш щодо "Дня «X». Так активісти назвали день, «коли знищуватимуть українську мову», тобто голосуватимуть відповідний законопроєкт у Верховній Раді.[24] До акції також долучилися активісти та добровольці з декількох міст України, які зробили розклеєння приблизно в ті самі дні. На плакатах було сатирично зображено порівняння новорічних ялинки та «йолки» (відомого янукізму президента В. Ф. Януковича)[25], яка символізувала негативні зміни, що, на думку активістів, настануть від прийняття таких ініціатив влади як законопроєкт «Про мови в Україні» № 1015-3.[26]
- 28 грудня у Львові активісти ГР «Відсіч» провели акцію, під час якої підбили підсумки неповного року діяльності президента В. Ф. Януковича та його владної команди. Загальний висновок був негативним. Особливий акцент активісти зробили на останніх подіях з приводу можливого прийняття законопроєкту «Про мови в Україні» № 1015-3, наголосивши на небезпеках такого кроку.[27][28]

### 2011 рік
Протягом року у ЗМІ час від часу з'являється інформація про можливе прийняття законопроєкту у тому чи іншому вигляді. Активісти постійно контролюють питання, слідкують за порядком денним Верховної Ради, проводять декілька попереджувальних розклеювань.

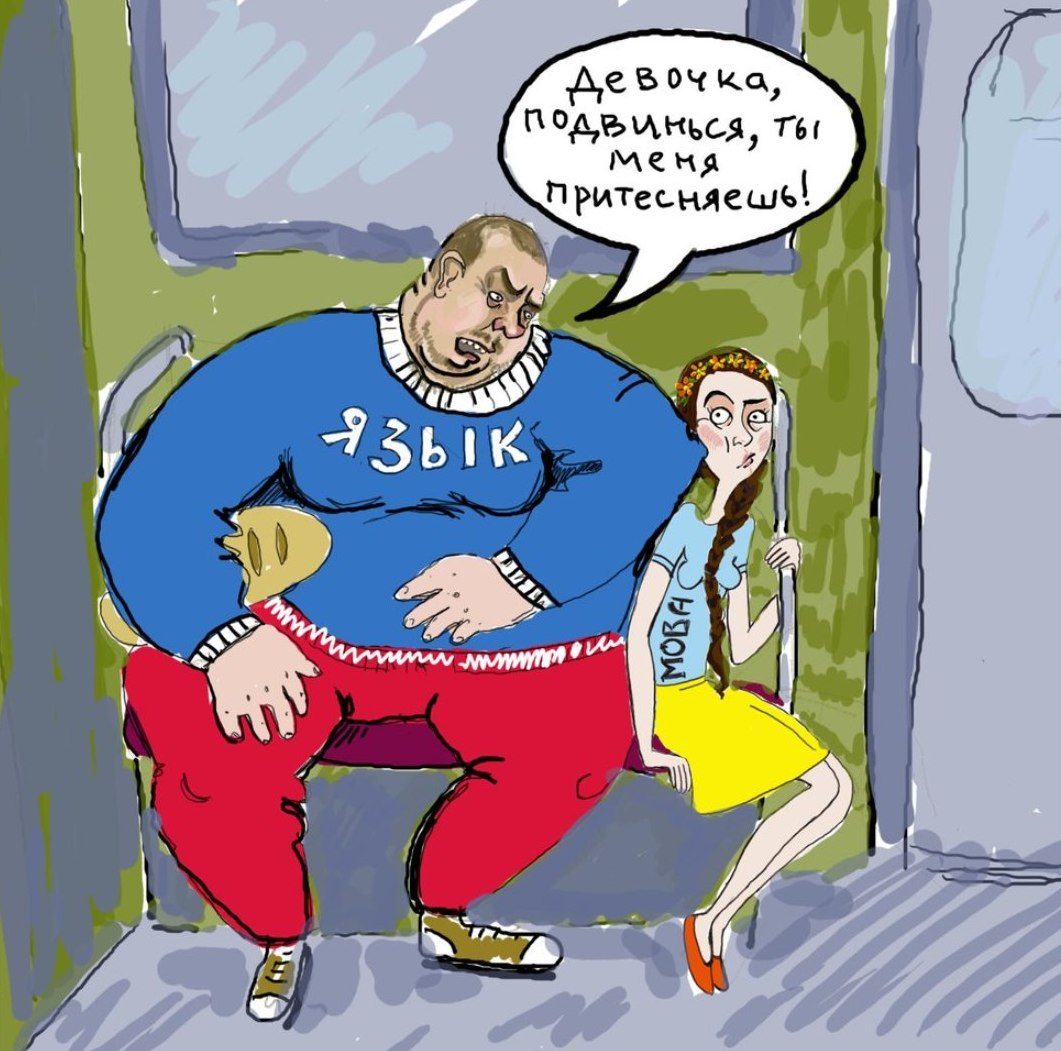
Карикатура на стан української мови в Україні, зображена на афішах, які розклеювали активісти, та поширена в інтернеті

- 21 лютого до Міжнародного дня рідної мови у декількох містах України, зокрема у Києві та Івано-Франківську, активісти проводять розклеєння афішок із зображенням карикатури на становище української мови в Україні та спроби перебрехати це становище.[29][30]

### 2012 рік

#### Лютий
- 7 лютого у Верховній Раді України відбувається реєстрація законопроєкту «Про засади державної мовної політики» № 9073, який суттєво не відрізняється від попередніх редакцій законопроєкту «Про мови в Україні» № 1015-3[31]. Авторами та ініціаторами документу стали Вадим Колесніченко та Сергій Ківалов.

#### Травень
- 14 травня на погоджувальній раді Верховної Ради голова Партії регіонів у парламенті Олександр Єфремов ініціював винесення на порядок денний законопроєкту № 9073.[32] Після цього починається нова хвиля кампанії «Займіться ділом, а не язиком!»
- 15 травня у Києві біля Верховної Ради громадські активісти, зреагувавши на подію 14 травня, провели пікетування. Учасники ГР «Відсіч» пообіцяли працювати цілово на пониження рейтингу Партії регіонів перед виборами до парламенту 2012 року, якщо депутати цієї партії ініціюватимуть прийняття законопроєкту № 9073.[33]
- 17 травня у Києві активісти громадських організацій провели попереджувальні акції під офісами Партії регіонів та Народної партії, де вручили представникам відповідних політсил «листи щастя» — звернення з вимогою не виносити на порядок денний Верховної Ради законопроєкт № 9073 «Про засади державної мовної політики». Активісти наголосили на небезпеках розколу країни, значних витрат з бюджету тощо, що несе цей проєкт закону, та пригрозили у разі невиконання вимоги розпочати широкомасштабну всеукраїнську кампанію із пониження рейтингу зазначених партій та їхніх представників. Зокрема, було оголошено про можливі агітаційні поїздки у виборчі округи, де балотуватимуться ініціатори законопроєкту на парламентських виборах 2012 року, а саме у: Новоград-Волинський (Литвин Володимир Михайлович), Антрацит (Єфремов Олександр Сергійович), Одесу (Ківалов Сергій Васильович) та Севастополь (Колесніченко Вадим Васильович).[32]
- 22 травня стає відомо, що законопроєкт таки винесено на голосування у Верховній Раді 24 травня. Цього ж дня активісти кампанії оголошують про те, що «День „X“ настав» (день, коли мають голосувати відповідний законопроєкт, «яким знищується українська мова») — 24 травня.[34][35]
- 23 травня Комітет з питань культури та духовності Верховної Ради України (профільний) видає рекомендацію зняти законопроєкт № 9073 з розгляду.[36][37]
- Увечері 23 травня Голова Верховної Ради України Володимир Литвин зробив заяву, якою спробував зняти з себе відповідальність за заплановане на 24 травня прийняття законопроєкту № 9073 та назвав організаторів протестів з цього приводу циніками та провокаторами.[38] Учасники кампанії зранку 24 травня дали відповідь з порадами на це звернення, де, зокрема, аргументували міру участі та відповідальності Володимира Литвина та його фракції у парламенті за попередні та ймовірні подальші дії.[39]

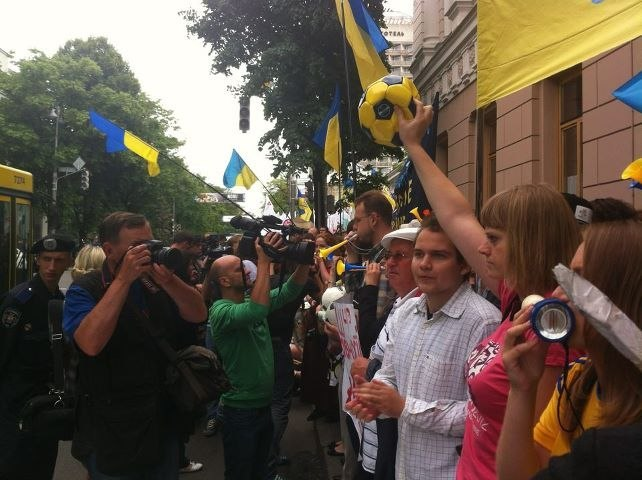
Акція протесту проти прийняття законопроєкту «Про засади державної мовної політики» № 9073 24 травня 2012 року

- 24 травня, у день прогнозованого голосування законопроєкту № 9073, під стінами Комітетів Верховної Ради відбувається акція протесту, організована учасниками кампанії[40]. Активісти обрали футбольну тематику як таку, що привертає увагу, особливо напередодні чемпіонату Європи з футболу 2012. На акції були присутні близько 1000 людей[41]. Окрім зазначеного, також у порядок денний на цей день були включені ще 2 законопроєкти, пов'язані із регулюванням мов, а саме № 9714 та 9714-1[42], проти голосування яких також виступали протестувальники. Позицію мітингувальників підтримали журналісти, які вивісили зранку з журналістського балкона у Верховній Раді банер «Займіться ділом, а не язиком!!!» і розкидали 450 листівок (за кількістю депутатів парламенту) із закликом не голосувати за законопроєкт № 9073[43]. Також вимоги підтримала парламентська опозиція, яка цього дня заблокувала трибуну, не давши таким чином поставити питання на голосування. У сесійній залі через це сталася бійка.[44][45][46] Протестувальники, своєю чергою, вирішили не розходитись доти, доки існує загроза прийняття законопроєкту. Активісти вирішили залишатися ночувати на вулиці у наметах, якщо у цьому буде потреба.[47][48] Також, закликали усіх небайдужих їхати до Комітетів Верховної Ради[49]. Однак, внаслідок блокування трибуни сесійної зали, спікер Володимир Литвин закрив засідання[50]. Протестувальники вирішили розійтись і оголосили, що наступного дня знову виходять на акцію, оскільки невідомо, чи виноситимуть законопроєкт 25 травня і яка буде ситуація взагалі. Акція тривала більше 8-ми годин.
 Мітинг підтримали професори, доценти, аспіранти і студенти Львова, які цього дня також вийшли на акцію у своєму місті[51].
 Одночасно з проведенням акції під Комітетами Верховної Ради активісти позапартійного мітингу проти прийняття законопроєкту № 9073 написали і відправили звернення Президенту України з вимогою вплинути на підконтрольну йому більшість у Верховній Раді. Вручити звернення доручили делегації із 7-10 протестувальників.[52]. Незважаючи на те, що до КМДА завчасно було подано заявку, біля Адміністрації Президента активісти були побиті міліціонерами та особами у цивільному, які не хотіли представлятися та демонстрували незнання законів України, зокрема своїх обов'язків та прав громадян.[53] В результаті звернення таки прийняли, але не зареєстрували через те, що не працював відповідний орган адміністрації, який мав би це зробити.[54] Через свавілля міліції та невідомих, під Адміністрацію Президента з-під Комітетів Верховної Ради прибігли близько 20-ти активістів, яких міліція не пускала через ворота, що обмежують доступ до адміністрації, внаслідок чого виникла спонтанна акція протесту. Коли делегати вийшли з Адміністрації Президента, акція закінчилась і її учасники вернулися на акцію під Комітети Верховної Ради.[55][56]
 У різних місцях біля Верховної Ради також протестували проти прийняття законопроєкту № 9073 представники і прихильники різних опозиційних політичних сил. Акції проводились окремо від позапартійного мітингу і не перетинались у організації. Однак, група БЮТ-івців спробувала пройти з партійними прапорами до безпартійного мітингу, але учасники акції цьому завадили. Сталася невелика штурханина.[57]

- 25 травня відбулося продовження позапартійної акції протесту. Сесійна зала Верховної Ради, заблокована минулого дня, розблокаована до 14:00 так і не була, внаслідок чого, згідно з регламентом Верховної Ради, засідання закрили, так і не відкривши.[58] Організатори по закінченню мітингу оголосили мобілізацію на 9:00 5 червня, коли почнеться наступний пленарний тиждень парламенту. Цього ж дня спікер Володимир Литвин заявив, що «Верховна Рада і парламентаризм в Україні остаточно зруйновані» і запропонував саморозпуск парламенту.[59]
- 27 травня Всеукраїнська Рада Церков і релігійних організацій закликала народних депутатів України не вносити на розгляд Верховної Ради законопроєкт «Про засади державної мовної політики».[60]
- 30 травня у Сєвєродонецьку під час всеукраїнського автопробігу на захист Рими Білоцерківської[61] учасники висловились за те, щоб протидіяти розколу країни за мовною, релігійною та будь-якими іншими ознаками, які, на думку активістів, підприємців, влада зараз активно провокує. Організаторами та учасниками заходу були підприємці з Асамблеї громадських організацій малого і середнього бізнесу та активісти ГР «Відсіч», учасники кампанії «Займіться ділом, а не язиком!»[62]
- 31 травня в рамках кампанії «Займіться ділом, а не язиком!» розпочалася кампанія «Помста за розкол країни», яка тривала до 26 жовтня 2012 року.

#### Червень
- 3 червня активісти у Києві та Броварах провели масову розклейку афішок із закликом приходити на всеукраїнську акцію протесту, що відбулася 5 червня.[63]
- 5 червня відбувся всеукраїнський протест проти прийняття законопроєкту. Цього дня акції пройшли у Алчевську, Вінниці, Дніпропетровську, Донецьку[64][65], Запоріжжі[66][67], Києві, Львові[68], Миколаєві, Одесі, Полтаві, Сумах, Тернополі, Ужгороді, Харкові[69][70][71], Херсоні[72], Хмельницькому, Хотині, Чернівцях, Чернігові.[73][74] Також у багатьох містах України акції провела політична опозиція.

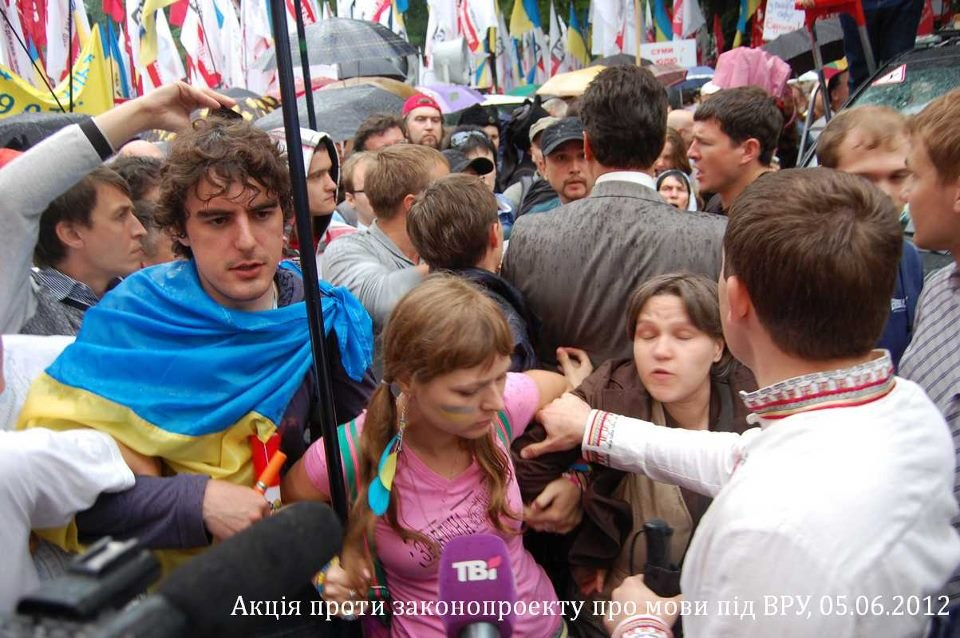
Активісти живим ланцюгом перешкоджають провокаціям на акції 5 червня 2012 року у Києві

 У Києві ще у переддень стало відомо про можливі провокації з боку влади[75]. Цього ж дня ввечері підтвердилась інформація про те, що Партією регіонів буде влаштований контрмітинг, на який звозять проплачених людей (в тому числі охоронців з підприємств Ріната Ахметова[76]) із півдня та сходу України, які потім, у день акції, не змогли пояснювати, з якою метою приїхали і що відстоюють. Близько 400—500 осіб підозрілої зовнішності лишились ночувати у Маріїнському парку[77]. За неперешкоджання ДАІ, Верховну Раду загородили металевим парканом, за неперошкаджання міліції у Маріїнському парку поставили намети, а на розі вулиць Грушевського та Шовковичної в ніч на 5 червня почали встановлювати сцену, яку змонтували до ранку, і з якої відбувалися виступи функціонерів Партії регіонів.[78][79][80][81][82][83][84] Зранку мітингувальників до місця проведення акції не пускали посилені наряди міліції та Беркуту[85], тому учасники кампанії почали протест біля кордону на вулиці Шовковичній. Майже відразу міліція перекрила Шовковичну в районі її перехрестя з вулицею Інститутською й не допустила людей до облаштованого першими протестувальниками місця протесту. При цьому не дозволяла тим учасникам, які опинилися у пастці, передавати своїм друзям особисті речі. Незабаром міліція вирішила витіснити всіх протестувальників з вулиці Шовковичної, внаслідок чого зчинилася сутичка, в якій правоохоронці неправомірно застосовували силу щодо активістів[86]. Людей витіснили, а на їхнє місце пропустили учасників мітингу Партії регіонів, які покрали особисті речі, реманент та апаратуру ГР «Відсіч»[87]. Учасники протесту вказували міліції на молодиків бандитської зовнішності у таборі Партії регіонів, що погрожували активістам ножами та заточками, однак правоохоронці на це не реагували.[88] Протестувальники перейшли до іншого підходу до Верховної Ради, де так само був міліцейський кордон — з боку Кабінету Міністрів на перехресті вулиць Садової та Грушевського. Невдовзі туди ж підійшли колони з прапорами опозиційних політичних партій. Більшість людей у цих колонах складала проплачена молодь з прапорами об'єднаної опозиції «За Батьківщину».[89] Через бездіяльність політичної опозиції у парламенті, одразу після відкриття засідання Верховної Ради законопроєкт у порушення регламенту було проголосовано.[90][91] Існують підстави вважати, що опозиція навмисне допустила прийняття законопроєкту.[92] Активісти живим ланцюгом перешкоджають провокаціям на акції 5 червня 2012 року у Києві У цей час на сцені, змонтованій Останньою Барикадою, перебував перший заступник голови ВО «Батьківщина» Олександр Турчинов, який, отримавши телефоном інформацію про голосування, закликав людей прориватись до парламенту через щільні кордони міліції, за якими стояли набагато чисельніші за учасників опозиційного мітингу лави найманців під прапорами Партії регіонів. Учасники кампанії закликали не проривати кордон, оскільки, на їхню думку, здійснити прорив було неможливо, і все могло закінчитись великими жертвами. Після першої провокації, коли Олександр Турчинов з частиною однопартійців та особистою охороною Арсенія Яценюка кинулися на Беркут з кулаками, активісти зчепились живим ланцюгом і відгородили людей від місця сутички, де проти групи нападаючих на Беркут міліціонери застосували сльозогінний газ[93][94][95], а потім стали відтісняти людей[96][97]. Незважаючи на факти, міліція заперечує застосування сльозогінного газу[98]. Згодом лідери політичної опозиції закликали учасників мітингу захопити фан-зону Євро 2012, розташовану на Майдані Незалежності. Колону людей на Майдані розділив Беркут на 3 частини, 2 з яких відтіснив до Європейської площі. Учасники кампанії вважають дії та заяви політичної опозиції безвідповідальними, провокативними і такими, що спрямовані на піар, а не на досягнення мети кампанії.[88][91][99] Крім того, активісти розчаровані діями Останньої Барикади, яка до цього дня була учасником кампанії, оскільки її представники, всупереч міжорганізаційним домовленостям, фактично створили паралельний оргкомітет з підготовки акції, не повідомивши про це інших учасників кампанії, не надавали слова узгодженим на міжорганізаційних нарадах промовцям, сприяли (всупереч домовленостям) перемішанню громадянських активістів з мітингувальниками під партійними прапорами, чим втягли їх у провокації з боку політичної опозиції, а також виголошували зі сцени маргінальні, агресивні до жителів Східної України та контрпротестувальників гасла, які суперечили основному принципу кампанії — «Займіться ділом, а не язиком!»[88][100]
 У Харкові суд заборонив проведення акції на площі Свободи з нелогічною аргументацією. Активісти змушені були провести мітинг поруч, у саду імені Т. Шевченка.[101][102][103]
 За даними системи «Рада» законопроєкт прийняли 234-ма голосами[104], однак голосування можна вважати нелегітимним, оскільки реально голосувало за нього 172 депутати.[105] Надалі, три депутати відкликали власні голоси, й таким чином за законопроєкт проголосував 231 депутат[106].
 Увечері цього дня розгорівся скандал: частині учасників проплаченого мітингу Партії регіонів не виплатили обіцяні гроші, через що вони звернулися до ЗМІ і розповіли всі обставини.[107]
- 14, 15, 18 та 19 червня у Києві активісти ГР «Відсіч» передали посольствам різних країн Європи та Північної Америки звернення, в яких закликали звернути увагу на загрози і наслідки прийняття законопроєкту № 9073. У ці дні звернення вручили представникам Австрії, Бельгії, Болгарії, Великої Британії, Греції, Естонії, Іспанії, Італії, Канади, Латвії, Литви, Македонії, Молдови, Нідерландів, Німеччини, Норвегії, Польщі, Португалії, Румунії, Сербії, Словаччини, Словенії, США, Туреччини, Угорщини, Фінляндії, Франції, Хорватії, Чехії, Чорногорії, Швейцарії, Швеції та іншим.[108][109][110]
- 15 червня у Києві активісти у фан-зоні Євро 2012 на Хрещатику роздали іноземним туристам-вболівальниками 500 журналів англомовного випуску видання «Український тиждень», в якому описана проблематика та події навколо законопроєкту та його прийняття.[111][112][113]
- 16 — 17 червня у Львові активісти ГР «Відсіч» розклеїли інформаційні бюлетні із закликом приєднуватись до кампанії.

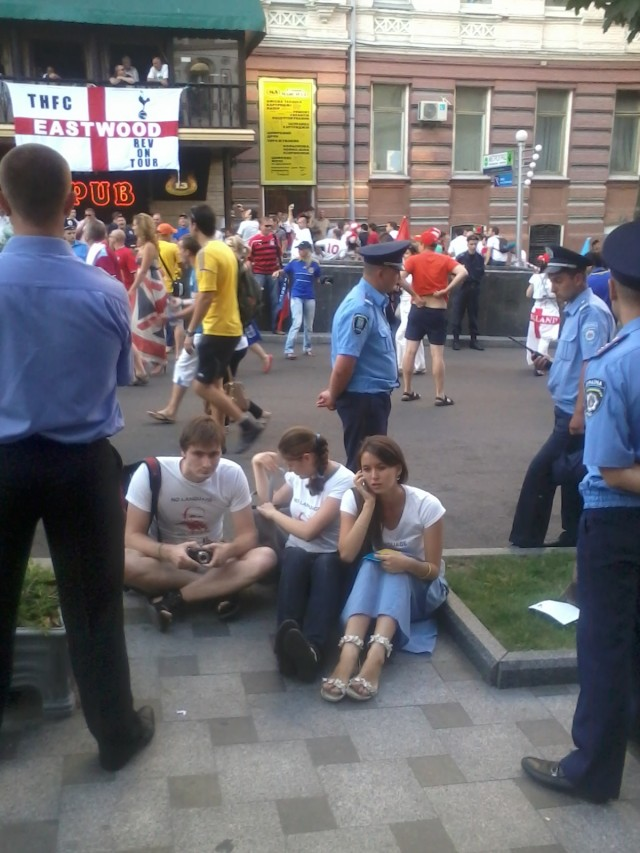
Міліція блокує активістів під час роздачі листівок і журналів у на вулиці Рогнідинській у день проведення матчу Євро 2012 у Києві 24 червня 2012 року

- 24 червня у Києві у фан-зоні Євро 2012 на Хрещатику та поблизу НСК «Олімпійський» перед матчем Англія — Італія чемпіонату активісти ГР «Відсіч» провели роздачу англомовних листівок[114] та журналів[115] на тему законопроєкту № 9073. Під час роздачі на вулиці Рогнідинській молодих людей на 3 години заблокувала міліція, намагаючись затримати їх та вирвавши листівки. Активісти не погодились проїхати у відділок для встановлення осіб, адже мали при собі паспорти, а коли міліціонери пригрозили силою доставити, сіли на землю, зчепившись руками. В результаті, коли на місце події приїхали журналісти, правоохоронці взяли з активістів письмові пояснення. Назвати і пояснити причини своїх дій міліціонери відмовлялись. Після інциденту активістам підвезли нових листівок, і вони продовжили роздачу.[116][117][118]
- 26 червня активісти у Києві та Броварах провели розклейку афішок із закликом приходити на всеукраїнську акцію протесту, що відбудеться 2 липня[119].

#### Липень
- 1 липня у Києві перед фінальним матчем Євро 2012 Іспанія — Італія активісти ГР «Відсіч» зробили родачу 4-мовних листівок, в яких поінформували іноземців про те, що влада намагається зупинити євроінтеграційні процеси в Україні шляхом прийняття скандального законопроєкту.[120]
- 2 липня відбувся всеукраїнський протест проти винесення законопроєкту № 9073 на пленарний тиждень Верховної Ради. Цього дня акції відбулися у Вінниці[121][122], Дніпропетровську, Донецьку[123], Запоріжжі, Києві[124][125][126][127], Кіровограді, Луганську[128], Львові[129], Одесі[130], Павлограді[131], Полтаві, Рівному[132], Сумах[133], Тернополі, Харкові[134], Черкасах, Чернігові.[135] За сценарієм у багатьох містах поміж людей, які взявшись за руки символічно демонстрували єдність народу, ходили декілька депутатів, що рубали імпровізованими сокирами це з'єднання між людьми, що символізує, на думку активістів, розкол країни, який несе законопроєкт.

Одна з інформаційних інтернет-листівок

 У Вінниці акцію намагався зірвати невідомий провокатор.[136]
 Жоден депутат не згадував про документ і не виніс його на засіданні Комітету на розгляд цього пленарного тижння.[137] Спікер Верховної Ради Володимир Литвин заявив, що питання не може і не буде розглянене цього тижня, однак Олександр Єфремов заявив протилежне.[138][139]

- 3 — 4 липня. 3 липня на початку вечірнього пленарного засідання Верховної Ради законопроєкт № 9073 ухвалили у другому читанні 248 депутатськими картками з порушенням регламенту.[140][141] Розгляд законопроєкту не був у порядку денному, голосування про включення його до порядку денного не відбулося, понад 2000 поправок, зокрема внесених авторами законопроєкту, розглянуто не було, а відповідний парламентський комітет не підготував порівняльну таблицю, як вимагає регламент. Відповідно, проєкт прийняли у редакції першого читання.[142] Представники політичної опозиції стверджують, що у залі засідань на момент розгляду проєкту були депутати Партії регіонів, які часто беруть участь у парламентських силових протистояннях[140]; натомість керівники партії залу покинули. Віцеспікер Микола Томенко стверджує, що представники коаліції не лише блокували трибуну під час голосування, а й безпрецедентно проголосували його карткою за законопроєкт № 9073.[142] Відтак він має намір оскаржити дії опонентів у суді.[143] Окрім цього, за документ проголосувала картка депутата Ігоря Палиці із НУНС, який на той час перебував за кордоном.[143]
 Перед початком пленарного засідання у Верховну Раду приїздив прем'єр Микола Азаров.[141]
 П'ятеро народних депутатів від політичної опозиції оголосили безстрокове голодування у Києві біля Українського дому на знак протесту проти ухвалення законопроєкту.[144] До стін будівлі почали стягуватися люди, члени громадських організацій та політичних партій. Беркут протягом вечора та першої половини наступного дня намагався відтіснити людей від Українського дому, внаслідок чого виникли численні сутички з протестувальниками.[145][146] Один з голодуючих депутатів, В'ячеслав Кириленко, заявив, що ДАІ зупиняє автобуси з людьми, що рухаються на акцію до Києва.[147]
 Під час спроби штурму Беркут зранку 4 липня застосував сльозогінний газ проти протестувальників.[148] Також відбулися провокації — ввечері 3 липня та зранку 4 липня невпізнані особи в натовпі протестувальників розпилювали в бік Беркуту невідомий газ.[149]
 4 липня у цій будівлі мала відбутися підсумкова прес-конференція президента Віктора Януковича[145], однак її перенесли на невизначений строк. Президент Віктор Янукович заявив про можливість дострокових парламентських виборів через останні події.[150]
 У ці дні протестні акції розпочались у багатьох містах України.[151][152]
 Активісти ГР «Відсіч» 3 липня закликали з'їжджатися під Український дім і ночувати там. Також, закликали виходити на протест 5 липня до Адміністрації Президента. Вимога — накладення Віктором Януковичем вето на закон. Також активісти повідомили про можливе пікетування Посольства Російської Федерації 6 липня.[153]

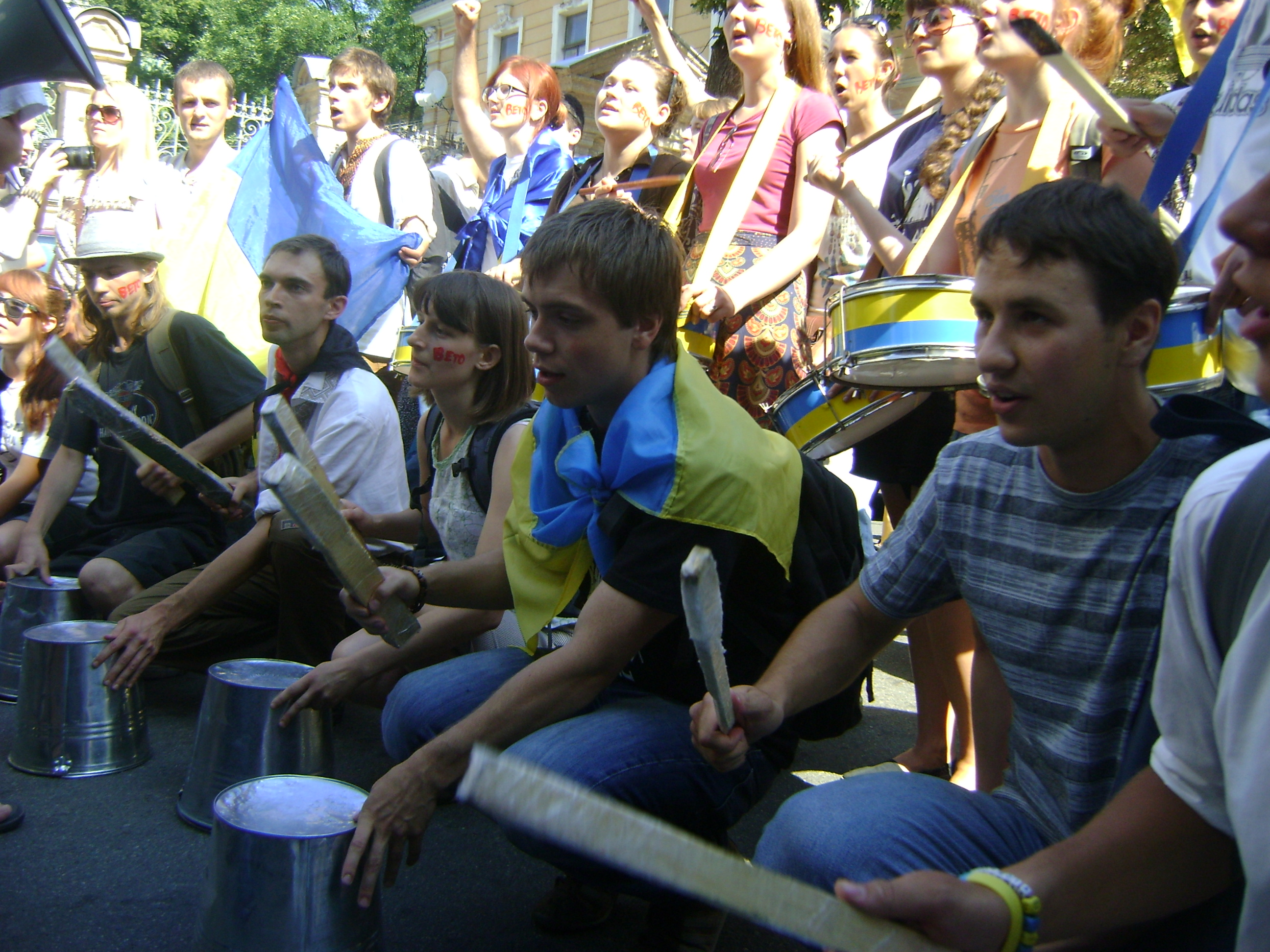
Пікетування Адміністрації Президента 5 липня 2012 року

- 5 липня активісти влаштували пікет Адміністрації Президента з вимогою до Віктора Януковича накласти на законопроєкт № 9073 вето. За декілька годин раніше до початку акції під будівлею почався мітинг із проплаченими учасниками, які, у більшості, не могли пояснити, з якою метою прийшли.[154] Учасники пікету проти законопроєкту зареєстрували відповідне звернення, а коли отримали вхідний номер, колоною рушили до Українського дому, де продовжили разом з іншими учасниками протест, що почався ввечері 3 липня.[155]
- 5 липня 69 інституцій громадянського суспільства закликали Литвина не підписувати законопроєкт.[156]
- 5 липня відбулась акція у Миколаєві.[157]
- 25 липня 2012 року у Києві активісти кампанії та громадські діячі провели "Всеукраїнський мозковий штурм «Як я можу захистити Україну?» на якому визначили основні напрямки діяльності на найближчий час[158][159][160], зокрема:
  - всеукраїнські акції протесту як на центральному та на місцевому рівні;
  - продовження кампанії «Помста за розкол країни»;
  - розклейка наліпок «БОЙКОТ» на товарах, рекламі, вивісках тощо, що належать народним депутатам, які голосували за законопроєкт № 9073[161];
  - культ-програма «Навчи друга говорити українською», курси української мови на місцях;
  - юридична активність, використання законних методів тиску на владу: звернення, судові позови.
- 26 липня науковці та активісти громадських організацій звернулися зі зверненням до політичної опозиції.[162]

#### Серпень
- 9 серпня у Києві біля Адміністрації Президента активістів РД «Простір Свободи» протиправно затримала міліція під час розклейки листівок з інформацією про законопроєкт № 9073.[163]
- 29 серпня у Києві на Майдані Незалежності біля Головпоштамту активісти кампанії здійснили масове відправлення поштових листів, у яких закликали керівників центральних і регіональних ЗМІ не русифікуватись у своєму мовленні, незважаючи на прийняття закону «Про засади державної мовної політики», який це дозволяє. Усього було відправлено 98 листів.[164][165][166][167]

### 2014

#### Квітень
- 22 квітня активісти ГР «Відсіч» завітали до будинку Юлії Тимошенко у Конча-Заспі з метою вручити звернення. Молоді люди вимагали від політика не йти на поступки сепаратистам та не співпрацювати з Партією регіонів в питаннях амністії терористів та офіційного запровадження російської мови на шкоду українській.[168][169]

Уривок зі звернення активістів.

| Оскільки нібито розроблені незалежно одне від одного Проект Меморандуму національної єдності від Партії регіонів та Спільна заява в.о. Президента України, Голови Верховної Ради О. Турчинова і Прем'єр-міністра А. Яценюка містять не лише словосполучення, але й цілі речення, які збігаються слово в слово, активісти припустили, що і Меморандум, і Спільна заява робилися на основі одного документу, написаного або невідомим нам посередником, або спільно визначеним в результаті кулуарних домовленостей автором. І зажадали публічної реакції лідерки “Батьківщини”,оскільки, на думку майданівців, навіть м'якший варіант домовленостей, запропонований О. Турчиновим і А. Яценюком є неприйнятним, і його результатом стане утворення фактично двох Україн, які говоритимуть різними мовами і контролюватимуться різними силами, що по суті є розвалом держави, відкладеним у часі. А запропонована амністія вже заарештованих сепаратистів та злочинців, які безпосередньо працюють у тісній зв'язці з російськими окупантами й безпосередньо відповідальні за численні жорстокі побиття людей вже після перемоги Майдану, лише посилить ту кризу, яку ми зараз маємо на Сході, поширивши її також на Південь. |
- 23 квітня у Києві під Адміністрацією Президента активісти ГР «Відсіч» провели акцію, під час якої озвучили ті самі вимоги, що і в переддень. Під час акції активісти закликали Олександра Турчинова, Арсенія Яценюка та Юлію Тимошенко «зайнятись ділом, а не язиком», відмовившись від підписання «Меморандуму взаємопорозуміння». Також показово впали за прикладом флешмобів «Російське вбиває!»[170][171] До активістів вийшов прийняти звернення Сергій Пашинський. Не обійшлося без словесних перепалок.[172]

## Кампанія «Помста за розкол країни»

Діяльність антиагітаційного намету проти Валерія Борисова та Партії регіонів та Троєщині

17 травня 2012 року, після того, як стало відомо про ймовірність просування і подальшого прийняття нового проєкту Закону «Про засади державної мовної політики», у Києві активісти громадських організацій провели попереджувальні акції під офісами Партії регіонів та Народної партії, де вручили представникам відповідних політсил «листи щастя» — звернення з вимогою не виносити на порядок денний Верховної Ради цей законопроєкт. Активісти наголосили на небезпеках розколу країни, значних витрат з бюджету тощо, що несе проєкт закону, та пригрозили у разі невиконання вимоги розпочати широкомасштабну всеукраїнську кампанію із пониження рейтингу зазначених партій та їхніх представників. Пізніше активісти виконали свою обіцянку і розпочали кампанію під назвою «Помста за розкол країни», яка відбувається у рамках кампанії «Займіться ділом, а не язиком!»
З 31 травня по 26 жовтня 2012 року активісти здійснювали поїздки та розбудовували мережу активістів та волонтерів на місцях задля пониження рейтингів та іміджів народних депутатів 6-го скликання, кандидатів у народні депутати 7-го скликання, що були причетні до прийняття закону, а також Партії регіонів, кандидатів у народні депутати від неї, інших осіб і сил, причетних до прийняття закону.
Окрім роздавання, розклеювання листівок, активісти також встановили перші в Україні антиагітаційні намети проти деяких кандидатів у народні депутати та Партії регіонів.
Активісти заявляють, що кампанія триватиме й надалі, допоки Закон «Про засади державної мовної політики» не буде скасований або його негативний вплив не буде знівельований.

## Оцінки кампанії
За даними аналітичного центру «Агентство Стратегічних Досліджень», проти законопроєкту «Про мови в Україні» посіли дев'яте місце в рейтингу молодіжних ініціатив 2010-го року.